# Шато дьо Палто
Шато дьо Палто (на френски: Château de Palteau) се намира в община Армо в департамента Йон във Франция. През Средновековието е бил крепост, заобиколена от ров, който все още е запазен.
Сегашната постройка датира от времето на Луи XVIII. В замъка е пренощувал Желязната маска през 1698 г. при преместването му от остров Сен-Маргьорит в Бастилията. По онова време замъкът е бил собственост на Бенин Доверн дьо Сен-Мар, а впоследствие преминава във владение на неговите племенници Корбе дьо Форманоар.